# Laubuca
Laubuca – rodzaj ryb z rodziny karpiowatych (Cyprinidae).

## Występowanie
Południowa i południowo-wschodnia Azja (Bangladesz, Indie, Mjanma, Nepal, Sri Lanka i Tajlandia).

## Klasyfikacja
Gatunki zaliczane do tego rodzaju:
- Laubuca brahmaputraensis
- Laubuca caeruleostigmata – śmiglaczek niebieski[2]
- Laubuca dadiburjori - Śmiglaczek birmański
- Laubuca fasciata
- Laubuca insularis
- Laubuca lankensis
- Laubuca laubuca – śmiglaczek[3]
- Laubuca ruhuna
- Laubuca varuna

Gatunkiem typowym jest Cyprinus (Chela) laubuca (L. laubuca).

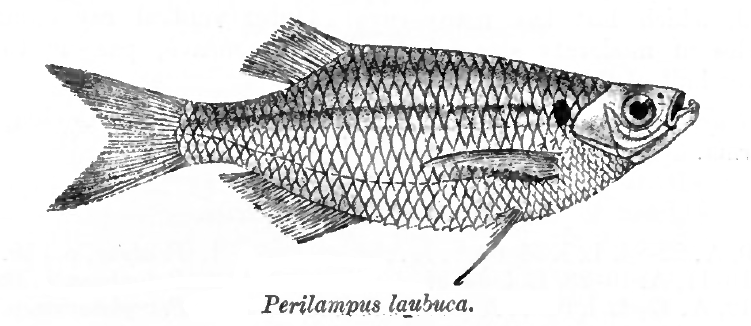
Laubuca laubuca